# Мидори-2
Мидори-2, Midori-2, ADEOS-II (англ. Advanced Earth Observing Satellite 2) — японский спутник дистанционного зондирования Земли (ДЗЗ).

## Научные и практические задачи
Основной научной задачей «Мидори-2» было изучение глобальных механизмов изменений в экосфере Земли. Космический аппарат должен был собирать информацию о процессах, связанных с водой в Мировом океане, циркуляции углерода, озона и энергии в земной атмосфере.
Кроме этого, планировалось использовать результаты наблюдений в рыболовной и сельскохозяйственной отраслях.

## Устройство и научное оборудование

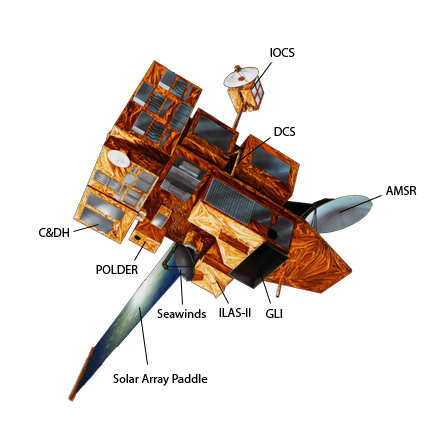

«Мидори-2» состоит из двух модулей: приборный модуль (англ. mission module и базовый модуль (англ. bus module). Общие габариты двух модулей 6×4×4 м. 
На базовом модуле закреплена солнечная батарея с габаритами 3×24 метра.
Общие габариты спутника по продольной оси составляют 11 м, и по перпендикулярной — 29 м. Каждый из модулей собран на собственной раме и имеет собственную систему терморегуляции. Модули связаны минимальным количеством интерфейсов, что позволило снизить количество предстартовых испытаний. На момент запуска «Мидори-2» был самым тяжёлым японским спутником Земли.

### Базовый модуль
На борту базового модуля расположены функциональные подсистемы: электропитания, ориентации и контроля орбиты, двигатели. Кроме этого, на функциональном модуле смонтированы системы связи (прямая связь с наземным сегментом и межорбитальная), две подсистемы обработки данных (служебных данных и научных данных). Координация систем и подсистем базового модуля возложена на бортовой компьютер, он также управляет связью и производит обработку данных, генерируемых системами космического аппарата. На него возложена проверка научных инструментов приборного модуля и автономное планирование операций на борту спутника. Подсистема межорбитальной связи обеспечивала связь с «Мидори-2» через спутник-ретранслятор в периоды отсутствия прямой связи с наземными пунктами связи.
Система электропитания, кроме основной функции (обеспечение бортовых потребителей электропитанием), отвечала за контроль пиротехнических элементов, обеспечивавших развёртывание элементов спутника после выведения на орбиту. Для возможности работы в периоды затенения солнечных батарей, система электропитания заряжала бортовые буферные батареи и контролировала их разряд.
Система ориентации и контроля орбиты отвечала за формирование и поддержания трёхосной ориентации спутника. Для этого использовались гиродины и подсистема реактивного управления. Последняя использовала ракетные двигатели тягой 20 Н и 1 Н.

### Приборный модуль

#### AMSR
AMSR (англ. Advanced Microwave Scanning Radiometer) — сканирующий микроволновый радиометр, выпущенный компанией англ. Matsushita Electric Industrial Co. Ltd.. Радиометр работал в восьми частотных каналах: от 6,9 ГГц до 89 ГГц. Инструмент получал данные, связанные с образованием и конденсацией водяного пара, температурой поверхности моря, скоростью ветра у поверхности, ледовым и снежным покровом и др.
Ширина сканирования на поверхности Земли составляла около 1600 километров. Пространственное разрешение составляло 5 км в диапазоне 89 ГГц и 60 км в диапазоне 6,9 ГГц.
Сканирующая антенна радиометра составляла 2 м — на момент запуска это была самая большая антенна подобного типа. Сканирование производилось с частотой 40 оборотов в минуту с постоянным углом падения около 55º. Подвижная масса элементов сканера составляла около 200 кг. Для компенсации возмущений использовались гиродины.
Для микроволнового радиометра очень важно регулярно проводить калибровку оборудования. Создатели AMSR использовали внешнюю калибровочную схему. Для калибровки радиометра использовались две калибровочные мишени. Одна мишень представляла собой микроволновое зеркало, с помощью которого AMSR измерял температуру глубокого космоса — примерно 2,7° К. Вторая мишень была источником высокотемпературного излучения — примерно 340° K. Впервые подобное решение было использовано в инструменте SSM/I на спутниках, запущенных по программе DMSP (англ. Defense Meteorological Satellite Program). При прохождении полосы сканирования основное зеркало AMSR наблюдает обе калибровочные мишени, что позволяет калибровать каждый из восьми рабочих каналов.
Кроме этого, в рамках наземных подготовительных работ было проведено большое количество калибровочных испытаний.
Предшественником радиометра, работавшего на борту «Мидори-2», были радиометры MSR, летавшие на спутниках MOS-1 и MOS-1B. Развитием AMSR стали радиометры AMSR-E[уточнить] и AMSR-2 .

#### GLI
GLI (англ. Global Imager) — оптический инструмент для наблюдения солнечного излучения, отражённого от поверхности Земли (суша, океаны, облачный покров). Датчик работал в видимом и инфракрасном диапазонах. С помощью GLI оценивались температура поверхности и распределение растительного и ледового покрова. GLI создавался в качестве продолжения работ над прибором OCTS, работавшим на орбите на спутнике ADEOS.
GLI был предназначен для изучения и мониторинга углеродного цикла в океане, главным образом в отношении биологических процессов. Наблюдения в широкой спектральной полосе (от ближнего УФ до ближнего ИК) солнечного излучения, отражённого поверхностью Земли включали: различные виды грунтов, океан и облака; хлорофильный пигмент, фикобилин и растворенного органического вещества в океане; классификация фитопланктона по его пигменту; измерение температуры поверхности моря, распределение облаков, индекс растительности и т.д.
GLI представлял собой 36-канальный оптико-механический спектрометр со спектральными интерференционными (дихроичными) фильтрами. Сканирующее зеркало колебалось с частотой 16,7 Гц в диапазоне ± 20º от надира. Инструмент имел пять фокальных плоскостей: два для канала VNIR, два для канала SWIR и один для канала MWIR/TIR. Две фокальные плоскости VNIR имели матрицы с 13 и 10 линейками детекторов соответственно. Две фокусные плоскости SWIR имели матрицы с 4 и 2 линейками детекторов. Канал MWIR/TIR имел одну фокальную плоскость с матрицей детекторов для 7 диапазонов. Линейка детекторов SWIR охлаждалась до 220 K помощью многоступенчатого элемента Пельтье. Детекторы MWIR/TIR охлаждалась до 80 K с помощью холодильника на цикле Стирлинга. Материал детекторов VNIR — Si, SWIR — InGaAs, материал MWIR/TIR — CMT.

#### ILAS II
ILAS II (англ. Improved Limb Atmospheric Spectrometer II) — спектрометр для исследования озонового слоя в полярных областях. Спектрометр должен был анализировать атмосферный лимб на просвет. Целью работы спектрометра было непрерывное наблюдение атмосферы в областях над северным и южным полюсами в течение длительного времени для исследования механизмов истощения озонового слоя. Эти исследования могли помочь оценить эффективность мер, принимаемых человечеством, таких как регулируемое использование веществ, разрушающих озоновый слой.
ILAS II являлся дальнейшим развитием прибора ILAS, работавшем на борту космического аппарата ADEOS. Инструмент состоит из следующих элементов:

Схема телескопа Кассегрена

- зеркало, подвешенное на двухосном кардане;
- телескоп Кассегрена диаметром 13 см
- разделитель каналов;
- три инфракрасных спектрометра;
- спектрометр видимого излучения;
- датчик Солнца;
- модуль обработки сигналов.

Схема монохроматор Черни-Тёрнера

Система инфракрасных спектрометров состояла из трёх каналов:
- 1-я спектральная полоса: 44 ИК-канала от 6,21 до 11,76 мкм (850—1610 см−1) с разрешением 0,1296 мкм;
- 2-я спектральная полоса: 22 ИК-канала от 3,0 до 5,7 мкм (1754-3330 см−1);
- 3-я спектральная полоса: 22 ИК-канала от 12,78 до 12,85 мкм (778,2-782,4 см−1) с разрешением 1024 см−1

Спектрометры 1-й и 2-й спектральных полос были выполнены по типу монохроматора Черни-Тёрнера. Детекторы всех спектральных полос были изготовлены из PbTiO3.
Метод солнечной затенения измеряет компоненты поглощаемого солнечного света при прохождении через атмосферный слой, окружающий Землю, и решает его в спектры. Вещества в слое атмосферы могут быть идентифицированы и количественно оценены путем спектрального разрешения поглощенного света из-за их специфических характеристик спектрального поглощения. Непрерывные наблюдения, следуя по пути солнца, дают нам широкий спектр информации, когда солнечный свет проходит через атмосферные слои на разных высотах. Поскольку солнечный свет, проходящий через атмосферу, измеряется на разных высотах, это дает информацию о распределении высоты поглощающих свет веществ в различных слоях атмосферы.

#### SeaWinds
Задачей скаттерометра (микроволновой радар) SeaWinds были ежедневные высокоточные наблюдения направления и скорости ветра над поверхностью океана. Эти наблюдения должны были помочь пониманию влияния атмосферы и океана на метеосистему планеты, подобные исследования могут привести к улучшению точности прогнозирования погоды и в особенности предсказанию поведения тайфунов. Метод работы скаттерометра SeaWind был основан на измерении высоты и направления океанских волн, через радиолокацию. Сигнал, отраженный от поверхности, анализировался и на его основе формировались данные о ветре. 

SeaWin был улучшенным вариантом скаттерометра NSCAT (NASA Scatterometer), установленного ранее на спутнике Мидори. Первая модель датчика этого типа была запущена на орбиту в июле 1999 года на спутнике наблюдения Земли QuikSCAT (НАСА).

#### POLDER
POLDER (англ. Polarization and Directionality of the Earth's Reflectances) — широкоформатный отображающий радиометр, который должен был обеспечивать систематические измерения спектральных и поляризационных характеристик солнечного излучения, отражённого Землей и атмосферой. Его возможности создавали новые перспективы для исследования различий излучения, рассеянного атмосферой и излучения, отражённого земной поверхностью. Радиометр был изготовлен Французским космическим агентством CNES. POLDER полностью идентичен одноимённому инструменту, работавшему на борту спутника Мидори (ADEOS). Масса инструмента 32 кг, габариты примерно 800×500×250 мм. Прибор потреблял 42 Вт.
POLDER представлял собой систему формирования изображения, в которой представлены ПЗС-матрица, широкая полевая телецентрическая оптика и вращающееся колесо, нёсшее спектральные и поляризованные фильтры.

#### TEDA
TEDA (англ. Technical Engineering Data Acquisition Equipment) — набор элементов для мониторинга воздействия космической радиации.

## Запуск на орбиту и функционирование

### Запуск
Запуск «Мидори-2» был произведён 14 декабря 2002 года. Для запуска использовался стартовый комплекс Танэгасима. Для выведения на орбиту использовалась ракета-носитель H-IIA в конфигурации 202, это был четвёртый запуск ракеты-носителя и второй эксплуатационный. Для запуска полезной нагрузки использовался головной обтекатель «типа 5S» диаметром пять метров. Это был первый запуск H-IIA с таким обтекателем. В этом запуске впервые H-IIA производила запуск полезной нагрузки на приполярную околокруговую средневысотную солнечно-синхронную орбиту. Ещё одной особенностью запуска была циклограмма работы второй ступени: в отличие от трёх предыдущих запусков, вторая ступень производила лишь одно включение двигателя, а не четыре.
Выведение на орбиту «Мидори-2» было основной целью запуска. Кроме этого, попутно на орбиту выводилось ещё три космических аппарата: FedSat, WEOS и μ-LabSat. Данный запуск не расценивался как кластерный, так как «Мидори-2» являлся основной целью и именно его выведение было приоритетным, что определило порядок отделения космических аппаратов. Первым отделялся «Мидори-2», что значительно повышало шансы успешного выведения на орбиту. Далее в порядке снижения приоритета отделялись FedSat, WEOS и μ-LabSat. В отличие от кластерного запуска, при запуске попутной нагрузки оператор пусковых услуг не нёс ответственности при неудачном запуске. Запуск всех космических аппаратов произошёл без замечаний, в соответствии с плановой циклограммой.

### Функционирование
После отделения от адаптера ракеты-носителя запустилась циклограмма активации бортовых систем и раскрытия солнечной батареи. После раскрытия солнечной батареи была проведена ориентация спутника в пространстве по трём осям и разворот солнечной батареи на Солнце. После этого произошло развёртывание систем SeaWind и межорбитальной связи. Следующим этапом стал запуск гиродинов системы ориентации — с этого момента ответственность за ориентацию аппарата отвечают гиродины. Запуск гиродинов был важным элементом программы, после которого запуск космического аппарата был признан успешным и начался четырёхмесячный период ввода научной аппаратуры в рабочее состояние и проведение калибровки приборов.
При анализе поступающей телеметрии было выявлено, что солнечная батарея вырабатывает на 9 % больше электроэнергии, чем запланировано. Этот эффект сопровождался превышением внутреннего электрического напряжения солнечной батареи. При тестировании сканирующего радиометра AMSR возникла ошибка. После рассмотрения ситуации NASDA заявило, что причины ошибки выявлены и прибор работает нормально.

### Авария
25 октября 2003 года JAXA выпустило пресс-релиз, в котором говорилось о возникновении нештатной ситуации на борту спутника.
В 7:28 JST «Мидори-2» не вышел на связь.
В 8:49 центру управления удалось связаться с неисправным спутником и оказалось, что аппарат находится в режиме минимального энергопотребления. В этом режиме оказались отключена вся научная аппаратура и большинство систем не связанных с непосредственным функционированием спутника. Причина перехода в этот режим была не известна.
В 8:55 начались перебои связи и передача телеметрии прекратилась окончательно.